# 극단
극단(劇團)은 무대 연극 활동을 기본으로 하는 단체이다. 연출가, 극작가, 극단원 등이 있는 것이 일반적이다. 영어에서는 극단도 Theater로 표기되는 경우가 많다. 극단원이 고정화되지 않는 경우도 있어, 교체되는 경우도 많다. 여러 배우가 모여 공연이 종료되면 해산하는 프로젝트 같은 경우도 있다.